# Лейни
Лейни (итал. Leinì) — коммуна в Италии, располагается в регионе Пьемонт, в провинции Турин.
Население составляет 14 624 человека (2008 г.), плотность населения составляет 422 чел./км². Занимает площадь 32 км². Почтовый индекс — 10040. Телефонный код — 011.
Покровителем коммуны почитается святой Лаврентий, празднование 10 августа.

## Демография
Динамика населения:

## Администрация коммуны
- Официальный сайт: http://www.comune.leini.to.it/

## Города-побратимы
- Банголо, Кот-д’Ивуар (2004)